# إس تي إس-9
إس تي إس-9 (بالإنجليزية: STS-9)‏ الرحلة التاسعة ضمن برنامج مكوك الفضاء لوكالة ناسا، والرحلة السادسة لمكوك الفضاء كولومبيا، انطلقت الرحلة في 28 نوفمبر 1983 من مركز كينيدي للفضاء، مكثت في الفضاء مدة عشرة أيام، وهبطت في 8 ديسمبر في قاعدة إدواردز الجوية، كان الهدف من الرحلة إجرآء بحوث علمية متقدمة في الفضاء، حملت الرحلة ستة من رواد الفضاء من بينهم رائد الفضاء الألماني أولف ميربولد أول رائد فضاء أوروبي وغير أمريكي يشارك في رحلة فضاء أمريكية.